# Вертлюг (ентомологія)

А — тазик, B — вертлюг, C — стегно, D — голінка, E — лапка

Вертлю́г (лат. trochanter) — один з члеників ніг комах, званий також вертлюжком або вертлюжним кільцем. Зазвичай є найменшим члеником ноги, поміщається між тазиком (coxa) і стегном (femur). Вертлюг рухомо з'єднаний з тазиком і майже нерухомо зі стегном. У багатьох представників перетинчастокрилих і бабок вертлюг буває подвійним. Усередині вертлюга розташовується ретрактор стегна, а в стегні — відвідний і привідний м'яз голінки. У перетинчастокрилих другий членик вертлюга насправді є структурою, що відшнурувалася від стегна і приєдналася до вертлюга. На це вказує те, що привідний м'яз голінки у них починається всередині другого сегмента вертлюга. У бабок всередині другого членика вертлюга знаходиться тільки ретрактор стегна, а отже другий членик відшнурувався від істинного вертлюга. У деяких комах, наприклад, у турунів, вертлюг буває забезпечений більш-менш довгим відростком.